# زیردریایی یو-۲۹۷
زیردریایی یو-۲۹۷ (به انگلیسی: German submarine U-297) یک زیردریایی بود که طول آن ۶۷٫۱۰ متر (۲۲۰ فوت ۲ اینچ) بود. این زیردریایی در سال ۱۹۴۳ ساخته شد.